# Frasin (Dondușeni)
Frasin è un comune della Moldavia situato nel distretto di Dondușeni di 2.090 abitanti al censimento del 2004

## Località
Il comune è formato dall'insieme delle seguenti località: (popolazione al 2004)
- Frasin (1.306 abitanti)
- Caraiman (65 abitanti)
- Codrenii Noi (719 abitanti)